# Middletown Dreams
Middletown Dreams är en låt av det kanadensiska bandet Rush. Den släpptes som den sjätte låten på albumet Power Windows den 14 oktober 1985. Låten handlar om en man som (efter många år) till slut uppfyller hans drömmar. Trummisen Neil Peart (som skrev låtens text) har sagt att "Middletown Dreams" är en väldigt positiv låt.
Precis som låten "Grand Designs" spelade Rush "Middletown Dreams" först endast under Power Windows turnén, innan den kom tillbaka 2012 och 2013. Den 26 juli 2013 spelades låten för den sista gången.